# Jean-Alphonse Keim
Jean-Alphonse Keim (1904 Neuilly-sur-Seine - 1972 Helsinky) byl francouzský historik umění. Zabýval se především čínským uměním a fotografií.
Pro české čtenáře připravil v roce 1966 publikaci Moderní francouzská fotografie s úvodní studií a medailony šestnácti předních francouzských fotografů padesátých a šedesátých let dvacátého století.

## Spisy
- KEIM, Jean-Alphonse. Le cinéma. Paris: Bourrelier, 1940. (francouzsky)
- KEIM, Jean-Alphonse. Nankin 1948 : Une page d'histoire contemporaine. Politique étrangère. 1949, roč. 14, čís. 6, s. 553–564. Dostupné online. (francouzsky)
- KEIM, Jean-Alphonse. Panorama de la Chine.... Paris: Hachette, 1951. 272 s. (francouzsky)
- KEIM, Jean-Alphonse. André Roublev, le maître de l'Icone russe. Critique. 1961, čís. 166, s. 226–248. (francouzsky)
- KEIM, Jean-Alphonse. L'Art chinois. Petite encyclopédie de l'art. 1961. (francouzsky)
- KEIM, Jean-Alphonse. Vues occidentales sur la peinture chinoise. Critique. Leden 1962, čís. 176, s. 56–66. (francouzsky)
- KEIM, Jean-Alphonse. Le Tableau et son cadre. Diogène. Duben-červen 1962, s. 100–115. (francouzsky)
- KEIM, Jean-Alphonse. La Photographie et sa légende. Communications. 1963, roč. 2, čís. 1, s. 41–55. Dostupné online. (francouzsky)
- KEIM, Jean-Alphonse. La Photographie est aussi un art. Critique. Revue générale des publications françaises et étrangères. 1964, čís. srpen-září 1964, s. 730–749. (francouzsky)
- KEIM, Jean-Alphonse. Fotografia e pittura. Photography and painting. Photographie et peinture.... Lo Spettacolo. Červenec-září 1964, roč. 14, čís. 3. (it, en, fr)
- KEIM, Jean-Alphonse. Photographie et réalité. Diogène. Duben-červen 1965, čís. 5, s. 64–78. (francouzsky)
- KEIM, Jean-Alphonse. Petite histoire de la grande Chine. Paris: Calmann-Lévy, 1966. 271 s. (francouzsky)
- KEIM, Jean-Alphonse. Fotografia e Arte. Ulisse. Novembre 1967, roč. IX, s. 33–40. (italsky)
- KEIM, Jean-Alphonse. Icônes russes. In:  Petite encyclopédie de l'art. Paris: F. Hazan, 1967. (francouzsky)
- KEIM, Jean-Alphonse. Histoire de la photographie. Paris: Presses universitaires de France, 1970. 128 s. (francouzsky) - mezi léty 1970 - 2001 vyšlo 25 vydání v pěti jazycích[1]
- KEIM, Jean-Alphonse. La Photographie et l'homme : sociologie et psychologie de la photographia,. Paris ; Tournai: Casterman, 1971. 159 s. (francouzsky)
- KEIM, Jean-Alphonse. Deux cahiers de solitude. Paris: Debresse, 1973. 190 s. (francouzsky) - román

### Spisy v češtině
- KEIM, Jean-Alphonse. Moderní francouzská fotografie. 1. vyd. Praha: Nakladatelství československých výtvarných umělců, 1966. 140 s. (česky, francouzské, anglické, německé a ruské resumé)